# Album (flademål)
 For alternative betydninger, se Album (flertydig). (Se også artikler, som begynder med Album)
Album er et gammelt jordemål svarende til 1/12 skæppe land (= 57,5 m²).
Et album er altså et kvadrat på 12 x 12 alen lig med 144 kvadratalen. Tre album lagt som tre kvadrater ved siden af hinanden danner en fjerding land, og fire fjerding er en hel skæppe. Et album kan igen opdeles, så det består af fire kvadrater, kaldet Penning.
Enheden blev officielt afskaffet i 1907.